# PIMOT
Промисловий інститут моторизації (пол. Przemysłowy Instytut Motoryzacji, PIMOT) — державний науково-дослідний інститут автомобільного транспорту у м. Варшава (Польща).
Промисловий інститут моторизації є прикладом централізованого підходу до випробувань та сертифікації техніки за стандартами ISO 9001: 2008.

## Діяльність
Цей державний заклад зосередив кліматичні, вібраційні, термічні, акустичні, руйнаційні та інші лабораторії і стенди, а також полігон, головним призначенням яких є всебічна перевірка відповідності характеристик транспортних засобів існуючим нормам якості та технічним завданням на їх розробку. Замість розпорошення устаткування по різних заводах та фірмах, його експлуатують централізовано з максимальним навантаженням й офіційно підкріплюють правочинність усіх перевірок сертифікатами, що мають чинність на території всього Європейського Союзу.
Відмовившись від тисячокілометрових маршів автотехніки, що приймається на озброєння, дослідні зразки демонтують до найдрібніших механічних вузлів й проводять перевірку їх міцності на вібростендах, що імітують реальні дорожні умови. Це дозволяє суттєво зекономити кошти. Однак, не зважаючи на централізацію потужностей випробувальної бази, середня її завантаженість на рік становить 2 — 4 зразки техніки, тому інститут відкритий до співпраці з іншими країнами й може пропонувати свої послуги за досить конкурентними цінами.